# São Juliano dos Flamengos (diaconia)
São Juliano dos Flamengos (em latim, S. Iuliani Flandrensium) é uma diaconia instituída em 26 de novembro de 1994, pelo Papa João Paulo II. Sua igreja titular é San Giuliano dei Fiamminghi.

## Titulares protetores
- Jan Pieter Schotte, C.I.C.M. (1994 - 2005)
- Vacante (2005-2010)
- Walter Brandmüller (2010-2021); título pro hac vice (desde 2021)